# Ericeia statina
Ericeia statina là một loài bướm đêm trong họ Erebidae.